# 스마라

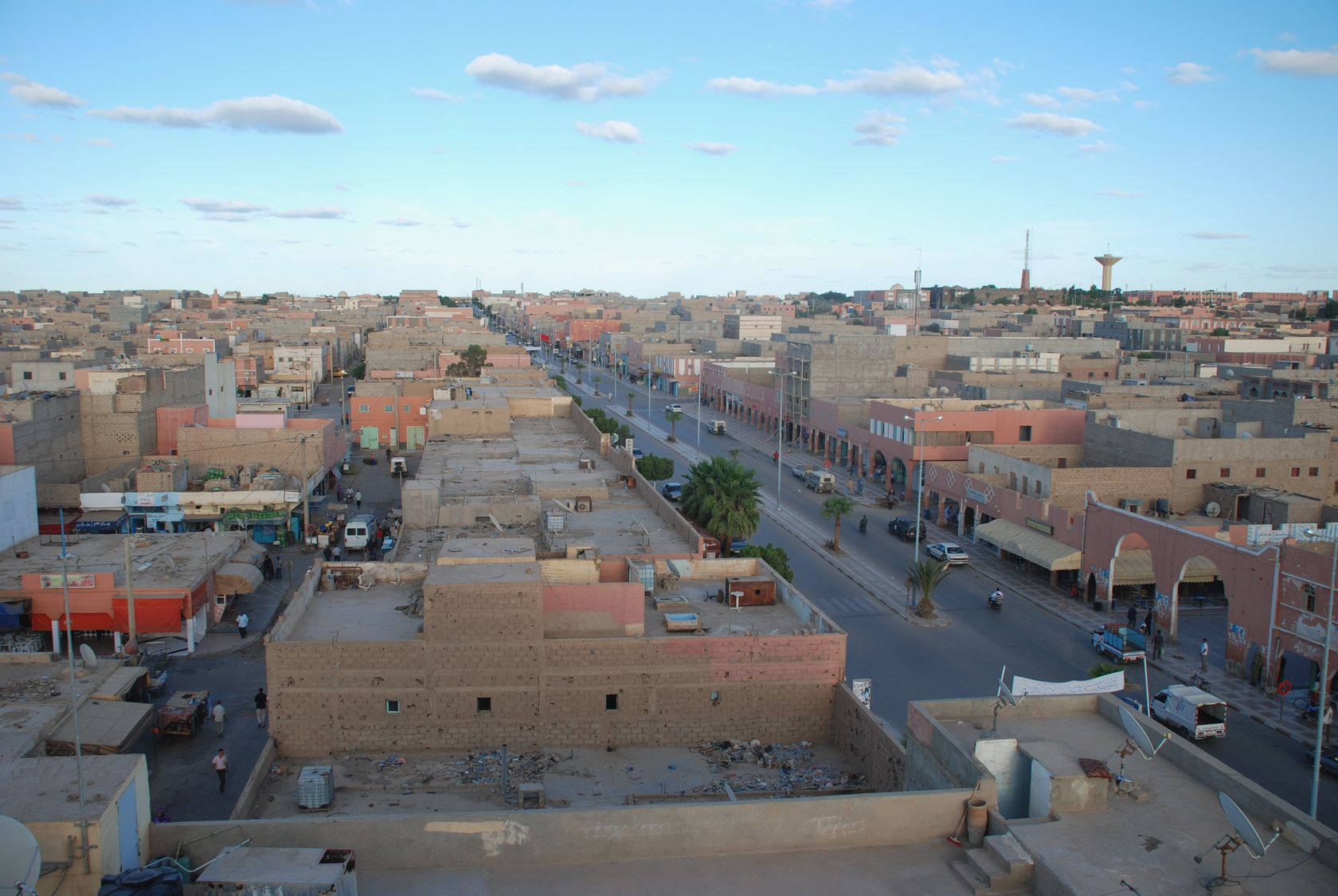

스마라(아랍어: السمارة 아사마라[*], Semara, Smara)는 서사하라에 위치한 도시로, 인구는 42,056명(2006년 기준)이다. 사하라 아랍 민주 공화국에 속하는 도시이지만 현재 모로코의 실질적인 지배 상태에 있다.